# Jesús María Zamora Ansorena
Jesús María Zamora Ansorena, més conegut com a Jesús Mari Zamora, o simplement com a Zamora, (Errenteria, 1 de gener de 1955) és un exfutbolista i entrenador de futbol basc, que va jugar a la Reial Societat de Sant Sebastià en les dècades de 1970 i 1980. Va ser un dels puntals de la Reial Societat que va guanyar dos títols de Lliga i un de Copa del Rei durant la dècada dels vuitanta. També és un dels jugadors que més partits ha jugat defensant la samarreta d'aquest club. Va ser internacional amb la selecció espanyola.

## Biografia
Zamora va néixer l'1 de gener de 1955 a la localitat d'Errenteria, molt a prop de la ciutat de Sant Sebastià. En la seva carrera futbolística va ser indistintament conegut com a Zamora a seques o Jesús Mari Zamora, en el segon cas potser per distingir-lo del mític porter Ricardo Zamora amb qui compartia cognom, però cap mena de parentiu.
Producte del planter guipuscoà, va començar a jugar al Don Bosco de la seva localitat natal, del qual va ser fitxat per al filial de la Reial Societat, el Sant Sebastià CF el 1973. Va jugar una temporada al Sanse abans de saltar al primer equip el 1974. Va debutar amb la Reial quan tot just havia complert els 20 anys a començaments de 1975. La temporada 1975-1976 ja estava assentat com a titular indiscutible de l'equip al mig del camp, un lloc que mantindria durant 14 temporades. En tots aquests anys només una sèrie de lesions en la temporada 1982-83 van aconseguir apartar-lo temporalment durant uns mesos l'equip.
Zamora era l'organitzador de l'equip des del centre del camp. Es caracteritzava per un estil sobri i discret, però no exempt d'una notable qualitat. Va ser el director d'orquestra del millor equip que ha tingut en la seva història la Reial Societat amb jugadors com Arconada, Satrústegui, López Ufarte o Bakero entre d'altres.
Entre tots van aconseguir diversos èxits notables, començant pel subcampionat de Lliga de 1979-80 (amb un rècord d'imbatibilitat a la Lliga Espanyola encara vigent), les dues Lligues consecutives de 1981 i 1982, la Supercopa de 1982, les semifinals de la Copa d'Europa el 1983, la Copa del Rei de 1987 o el doble subcampionat de Lliga i Copa de 1988. A nivell personal Zamora és recordat per l'afició donostiarra com l'autor del gol que va valer in extremis el títol de Lliga de 1981. Aquest gol es va marcar a l'enfangat camp d'El Molinón un 26 d'abril de 1981 i va suposar l'empat a 2 amb l'Sporting de Gijón que valia fet i fet el títol de Lliga. El gol es va marcar gairebé al final del partit per Zamora quan el Reial Madrid ja estava celebrant el títol de Lliga. Els aficionats de la Reial Societat coneixen aquell famós gol popularment com el gol de Zamora.
Zamora es va retirar el 1989 després de 14 temporades a primera Divisió amb la Reial Societat, i 455 partits disputats (és un dels jugadors que més partit de Lliga ha disputat amb la Reial). En total va disputar 588 partits oficials amb la Reial sumant els de Lliga, Copa del Rei, Supercopa, Copa de la Lliga, Copa d'Europa, Recopa i Copa de la UEFA.
Després de la seva retirada ha seguit vinculat al futbol en la seva faceta de tècnic. Entre 2002 i 2004 va ser segon entrenador de la Reial Societat sota la direcció del francès Raynald Denoueix. L'equip va obtenir el subcampionat de la Lliga durant la temporada 2002-2003.
El 2005 va formar part de la candidatura que va portar a la presidència del club a Miguel Fuentes Azpiroz. Durant dos anys va ser membre del consell d'administració de la Reial Societat i es va fer amb la responsabilitat de l'àrea esportiva després de la dimissió del director tècnic José Mari Bakero a finals de 2006. No obstant això, Zamora es va veure forçat a dimitir de totes les seves responsabilitats al club el juny de 2007 després que es consumés el descens de la Reial Societat a la Segona divisió, assumint d'aquesta manera personalment la seva responsabilitat en el major fracàs del club en els seus últims 40 anys d'història.

### Partits internacionals
Jesús Mari Zamora va debutar amb la selecció espanyola el 21 de desembre de 1978 en un partit amistós que Espanya va perdre contra Itàlia. Va ser un habitual amb la selecció espanyola en els següents anys (1979-1982). Van ser anys d'intensa preparació per al Mundial d'Espanya i en què també es va disputar l'Eurocopa de futbol 1980. Durant aquest període Zamora va ser un dels puntals de la selecció disputant un total de 30 partits i marcant 3 gols.
Durant el Mundial d'Espanya el 1982, va jugar 4 partits i va marcar un gol. La decebedora actuació de la selecció espanyola en aquest Mundial el va convertir en un dels jugadors sacrificats i no va tornar a ser convocat mai més tot i que encara tenia 27 anys quan es va disputar el Mundial i li quedaven molts anys de futbol de gran nivell per davant.
Va marcar el gol número 500 de la selecció espanyola.
També va disputar partits amistosos amb la selecció de futbol del País Basc.

## Clubs
| Club             | País      | Any       |
| ---------------- | --------- | --------- |
| San Sebastián CF | País Basc | 1973-1974 |
| Reial Societat   | País Basc | 1974-1989 |

## Palmarès

### Campionats estatals
| Títol        | Club           | Any       |
| ------------ | -------------- | --------- |
| Lliga        | Reial Societat | 1980-1981 |
| Lliga        | Reial Societat | 1981-1982 |
| Supercopa    | Reial Societat | 1982      |
| Copa del Rei | Reial Societat | 1987      |

## Participacions en Copes del Món
| Mundial                        | Selecció | Resultat    |
| ------------------------------ | -------- | ----------- |
| Copa del Món de Futbol de 1982 | Espanya  | Segona fase |